# بيدخيري (كوه بنج)
بيدخيري (بالفارسية: بیدخیری) هي قرية تقع في إيران في البلدة المركزية.